# Lapinsaari (ö i Finland, Norra Savolax, Kuopio, lat 63,22, long 28,23)
Lapinsaari är en ö i Finland.   Den ligger i kommunen Kuopio i den ekonomiska regionen  Kuopio ekonomiska region  och landskapet Norra Savolax, i den centrala delen av landet, 400 km nordost om huvudstaden Helsingfors. Lapinsaari ligger i sjön Syväri.